# Szkoła Podstawowa nr 3 w Nowej Rudzie
Szkoła Podstawowa nr 3 im. Josepha Wittiga w Nowej Rudzie – zlikwidowana szkoła podstawowa w Nowej Rudzie, mieszcząca się w zabytkowym budynku z XIX w.

## Historia
Szkoła Podstawowa nr 3 rozpoczęła działalność 1 września 1946 r. W 1948 r. instytucja otrzymała salę gimnastyczną przy ul. Srebrnej 20, w również zabytkowym budynku dawnej gospody. W roku 1950 zapisanych było 172 uczniów, rozmieszczonych w sześciu klasach, którymi opiekowało się czterech nauczycieli. Kierownikiem placówki był Gwido Bernat, którego wkrótce zastąpiła Ewelina Bernat. Na rok szkolny 1950/51 zaprojektowano siedem klas i sześciu nauczycieli oraz przerobienie całej szkoły na centralne ogrzewanie. W 1970 w szkole zorganizowano Izbę Pamięci Narodowej. W 2001 r. szkoła otrzymała imię Josepha Wittiga. Z tej okazji jej absolwent, Jerzy Lamorski, wydał płytę Polnisches Herz.
Na XXIX sesji Rady Miejskiej w Nowej Rudzie, która odbyła się 25 stycznia 2017 r. podjęto uchwałę w sprawie zamiaru likwidacji Szkoły Podstawowej Nr 3. Za uchwałą głosowało 15 radnych, 4 było przeciw, 1 wstrzymał się od głosu.
Na XXX, nadzwyczajnej sesji Rady Miejskiej, która odbyła się 15 lutego 2017 r. radni podjęli m.in. uchwałę w sprawie zamiaru przekształcenia Szkoły Podstawowej Nr 3 im. Josepha Wittiga w Nowej Rudzie w filię Szkoły Podstawowej Nr 2 im. Janusza Korczaka w Nowej Rudzie.
Zarówno pochodzący z końca XIX wieku budynek szkoły przy ul. Srebrnej 11, jak i budynek przy Srebrnej 20, gdzie ulokowano salę gimnastyczną, znajdują się w wykazie gminnej ewidencji zabytków.

## Osoby związane ze szkołą
- Joseph Wittig – patron
- Karol Maliszewski[4] – były nauczyciel j. polskiego, poeta-pisarz i krytyk literacki
- Jerzy Lamorski – absolwent, wirtuoz akordeonu, kompozytor[7].